# Hard-edge painting

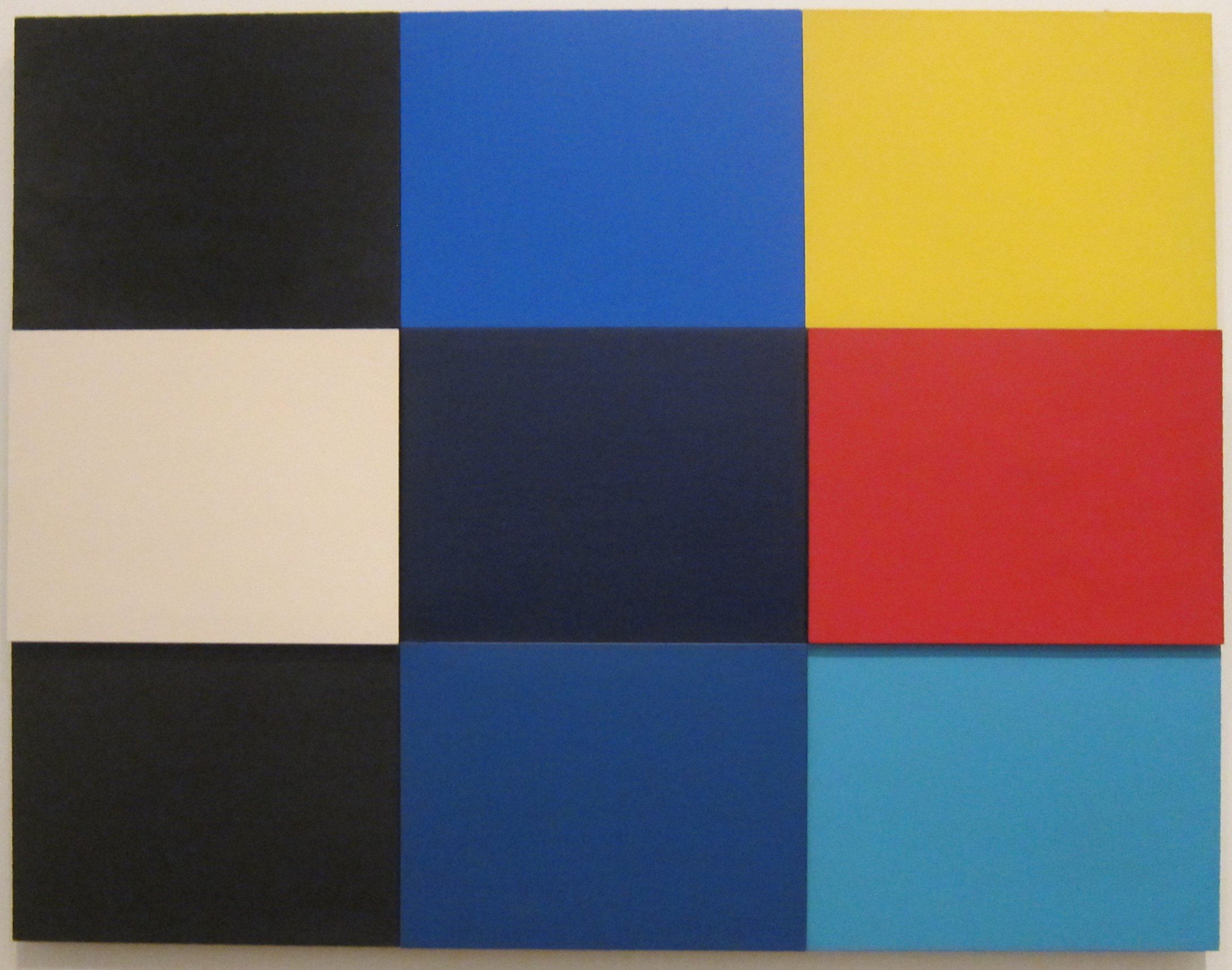
Ellsworth Kelly: Méditerannée (1952) Tate

Hard-edge painting (1960-1970) (angolul szó szerint: „kemény él”) A hard-edge kifejezést Jules Lanssner javasolta 1958-ban, és rövid idő alatt az úgynevezett post-painterly abstraction elnevezésű művészeti irányzat, illetve irányzatcsoport egyik legnépesebb vonulatának megjelöléseként honosodott meg.

## A művészeti irányzat jellemzői
A hard edge az absztrakt festészet ötvenes évek végén, a hatvanas évek elején kialakuló amerikai eredetű festőművészeti irányzata. A hard edge szigorúan határolt, tónusok nélküli, egyöntetűen felhordott színfelületekre épít, s a személytelenül hűvös, gépiesen tökéletes, szerkezetelvű ábrázolásmódot hirdeti. Nagy képméretek, ipari színek, tárgyias személytelenség jellemzi. Az absztrakt expresszionizmussal polemizálva elutasítja a festői jelírás közvetlenségét, spontaneitását, tagadja a véletlenszerű művészeti jelentőségét és ellensége mindannak, ami titokzatos vagy homályos.
A mozgalomhoz tartozó festőkre jellemző, hogy egyszerű, általában mértanias formákat használnak, körvonalaik abban az értelemben „kemények”, hogy kontrasztosak (innen az elnevezés), színeik pedig erősek és egyöntetűek. A képi világból száműznek minden tárgyias vonatkozást; vagyis a „valóság bonyodalmaival” szemben egyfajta tudatos rendet és egyensúlyt képviselnek. Megszabadulva a tartalmi közléstől és a pszichikai önkifejezés programjától, a hard-edge festészet semmi olyanra nem utal, ami nem önmagát jelenti, vagyis a kép „közlendője” egyértelműen saját szerkezetére és ritkább esetben anyagiságára vonatkozik.
Az akrilfesték használata, a tubusból keverés nélkül kikerülő színek, a festéket csíkban felvivő hengerek és a világos vonalak adnak számot arról a technikáról, melynek legfontosabb célja a tisztaság és az áttekinthetőség. Semmilyen emocionális felületi hatás, semmilyen szimbolizáló vagy allegorizáló forma nem térítheti el a tekintetet a gyakran tárgyként felfogott képről. A vonal és a kontúr között nincs különbség, mert mindkettő ugyanannak a formatartalomnak a hordozója.

## Előzmények
A hard-edge térben és időben egyaránt távoli ősökre hivatkozhat. Gyakorlatilag már Paul Gauguin is síkokkal dolgozott, Paul Cezanne pedig a természet struktúráját fedezte fel a görbe síkok, hasábok és hengerek segítségével. Kazimir Malevics, Piet Mondrian, Vaszilij Kandinszkij, Robert Delaunay vagy a konstruktivisták különféle módon próbáltak tiszta képi nyelvet teremteni, elkülönítve tőle mindent, ami felesleges, mindent, ami elleplezhetné sajátos voltát.
A hard-edge képviselői azonban igen erősen tagadják az európai festészeti tradíció hatását, és olyan hozzájuk közelebb álló előfutárokra hivatkoznak, mint az absztrakt expresszionizmus úgynevezett hűvös, metafizikusabb vonulatába tartozó művészek, mindenekelőtt Ad Reinhardt és Barnett Newman. Az előbbi szerint „a geometria hangsúlyozása egyenlő az ismert, a rend és a tudatos kiemelésével", az utóbbi pedig azt állította, hogy a geometria még organikus is lehet, mert egyenes vonalak a természetben is vannak.

## A Hard-edge festészet jelentősebb képviselői
| - Al Held - Ellsworth Kelly - Keneth Noland - Morris Louis | - Kumi Sugai - Robert Mangold - Karl Georg Pfahler - Winfred Gaul |

## Külső hivatkozások
- en.wikipedia.org Hard Edge cikke (angol)
- képek
- Tate Gallery